# Kyengera
Kyengera ist eine Stadt in der Central Region in Uganda. Sie befindet sich im Distrikt Wakiso und hat den Status eines Town Council innerhalb des Distrikts. Dank ihrer günstigen Lage westlich der Stadt Kampala verzeichnet sie ein rasantes Bevölkerungswachstum.

## Lage
Die Stadt liegt ungefähr 9 Kilometer südwestlich der Innenstadt von Kampala, Ugandas Hauptstadt und größter Stadt.

## Bevölkerung
Im August 2014 bezifferte eine Volkszählung die Einwohnerzahl auf 195.531.